# Aure Atika
Pour les articles homonymes, voir Atika.
Aure Bitton, dite Aure Atika est une actrice et réalisatrice française, née le 12 juillet 1970 à Monte-Estoril (Portugal).

## Biographie

### Enfance et formation
Aure Bitton naît le 12 juillet 1970 au Portugal, où sa mère s'était rendue pour assister à un festival de rock alors qu’elle était enceinte.
Elle est issue d’une famille juive séfarade originaire du Maroc, installée en France dans les années 1960.
Sa mère, Odette Bitton (1941–1993), dite « Ode », était infirmière, photographe et réalisatrice,,. Le nom de son père biologique est longtemps resté inconnu. Sa mère lui a un temps affirmé qu’elle avait été conçue sous LSD avec le chef opérateur Michel Fournier (en), affirmation contredite plus tard par un test ADN.
Durant son enfance, Aure est fréquemment confiée à sa grand-mère, sa mère vivant un mode de vie bohème et multipliant les voyages en Orient.
Elle poursuit des études de droit à l’université Paris Panthéon Assas (Paris II), puis suit les cours de l’École du Louvre.

### Carrière
Aure débute au cinéma à l’âge de neuf ans dans le film L'Adolescente (1979), réalisé par Jeanne Moreau. En 1992, elle tient le rôle principal de Sam suffit, un long-métrage réalisé par Virginie Thévenet. L’échec commercial du film l’éloigne temporairement du grand écran.

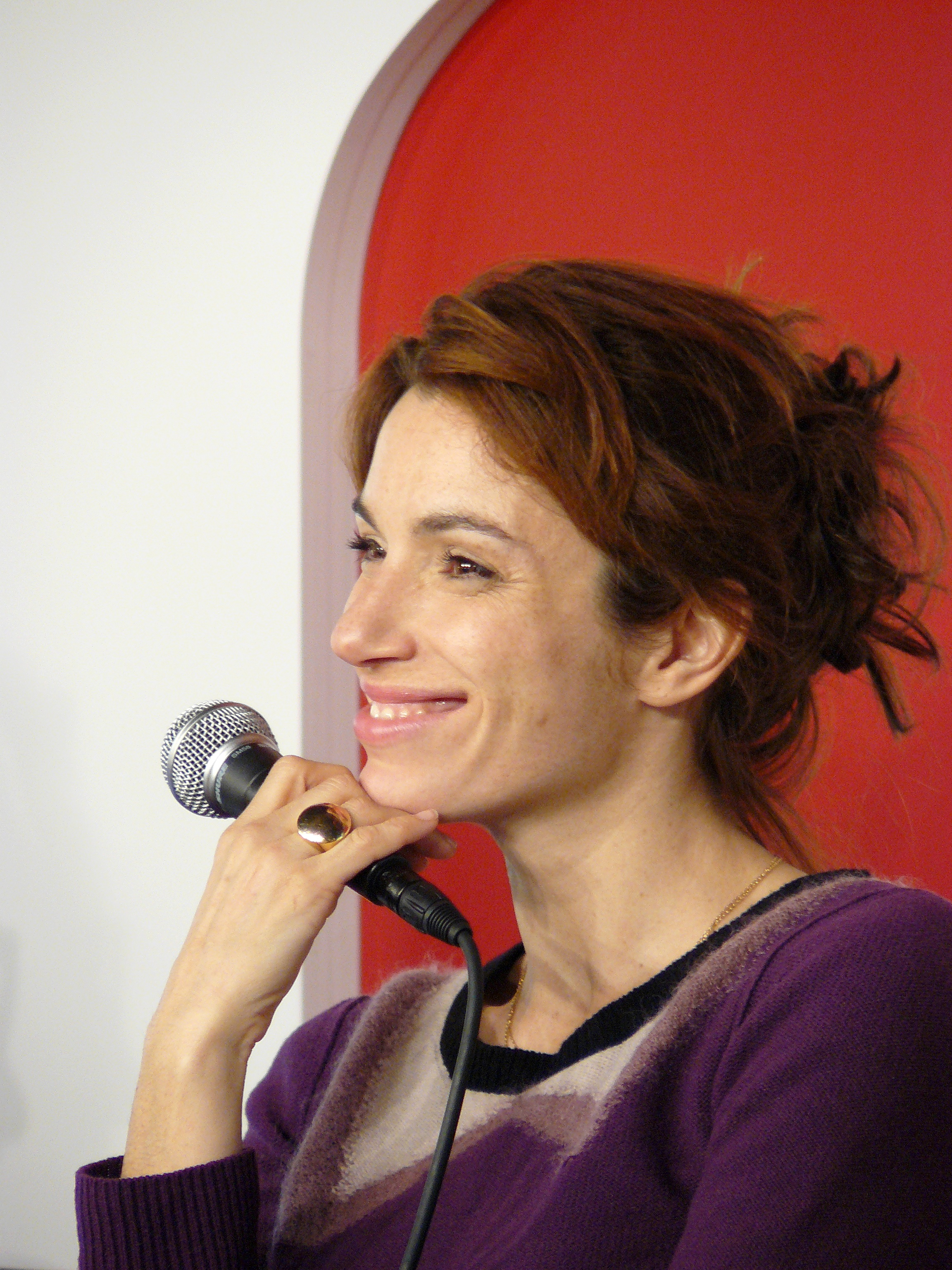
Aure Atika en mars 2010.

Elle se tourne alors vers la télévision, où elle anime pendant plusieurs années des émissions telles que Sexy Zap sur M6 puis, sur Paris Première, Nova, une émission consacrée à la vie nocturne parisienne.
En 1996, lors de la diffusion du premier numéro de l’émission Nova, elle est impliquée dans un incident médiatisé avec le professeur Choron, alors qu’elle interviewe Jackie Berroyer. Agacé par les questions posées, Choron l’insulte à l’antenne, ce à quoi elle réagit en lui jetant le contenu de son verre au visage, geste qu’il lui rend immédiatement. Interrogée en 2014, elle revient sur cet épisode en expliquant que les protagonistes présents étaient sous l’influence de l’alcool et que Choron cherchait à provoquer face à la caméra.
En 1997, elle tient l’un des rôles principaux dans la comédie à succès La Vérité si je mens !, qui relance sa carrière au cinéma.

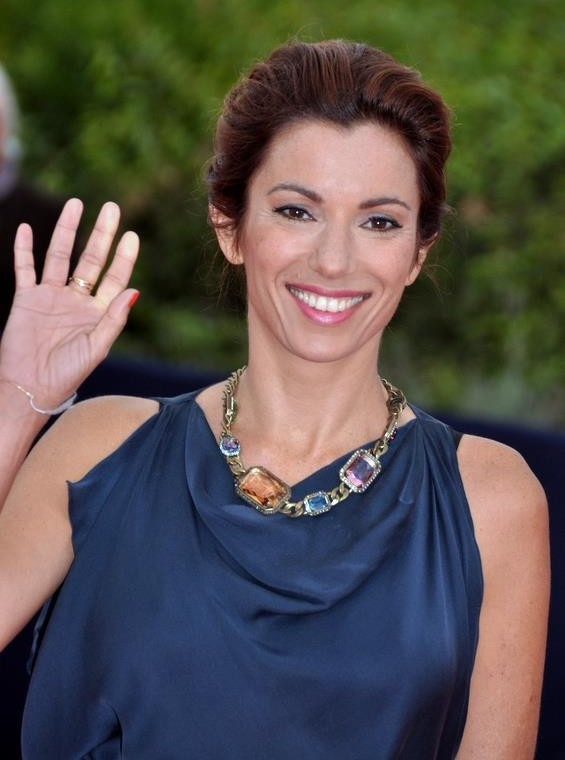
Aure Atika au Festival de Deauville, 2012.

Elle alterne ensuite les registres, jouant aussi bien dans des comédies populaires comme Trafic d'influence, OSS 117 : Le Caire, nid d'espions, Comme t'y es belle !, et les suites de La Vérité si je mens !, que dans des films dramatiques ou intimistes tels que La Faute à Voltaire, De battre mon cœur s'est arrêté, Le Convoyeur, Mademoiselle Chambon ou Le Skylab.

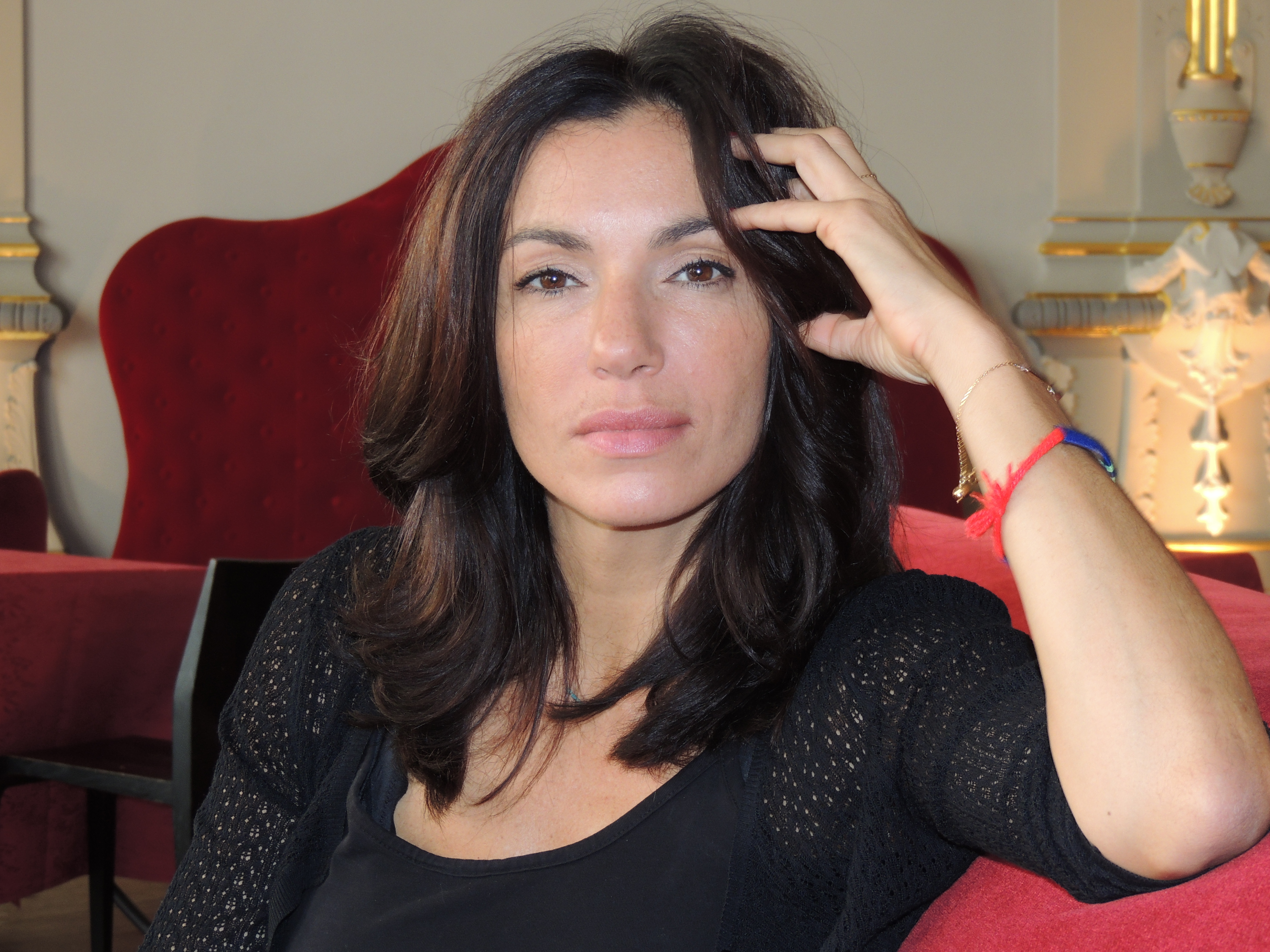
Aure Atika en septembre 2013.

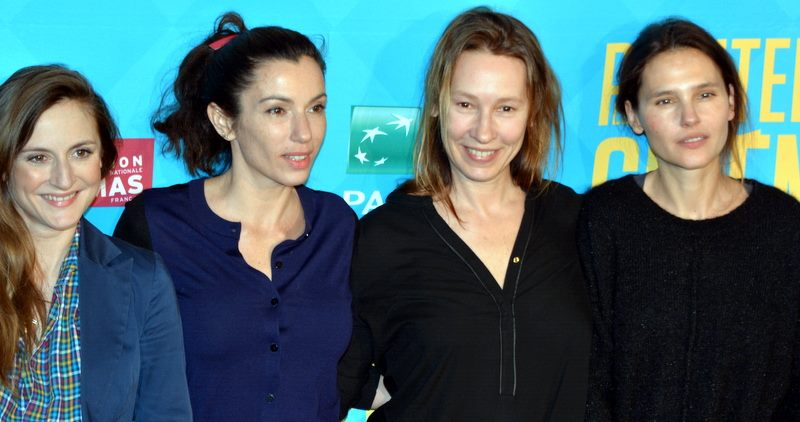
Camille Chamoux, Aure Atika, Emmanuelle Bercot et Virginie Ledoyen à l'ouverture du Printemps du cinéma 2015.

Parallèlement à sa carrière d’actrice, Aure Atika réalise plusieurs courts-métrages. En 2017, elle publie un roman autobiographique intitulé Mon ciel et ma terre, aux éditions Fayard, dans lequel elle évoque sa relation avec une mère bohème et toxicodépendante.
En octobre 2017, elle préside le jury du 39e Festival du cinéma méditerranéen de Montpellier, succédant à Laetitia Casta.
Les 16 et 17 juillet 2022, elle est l’invitée d’honneur de la deuxième édition de l’événement l’ADCA, à Aix-les-Bains.

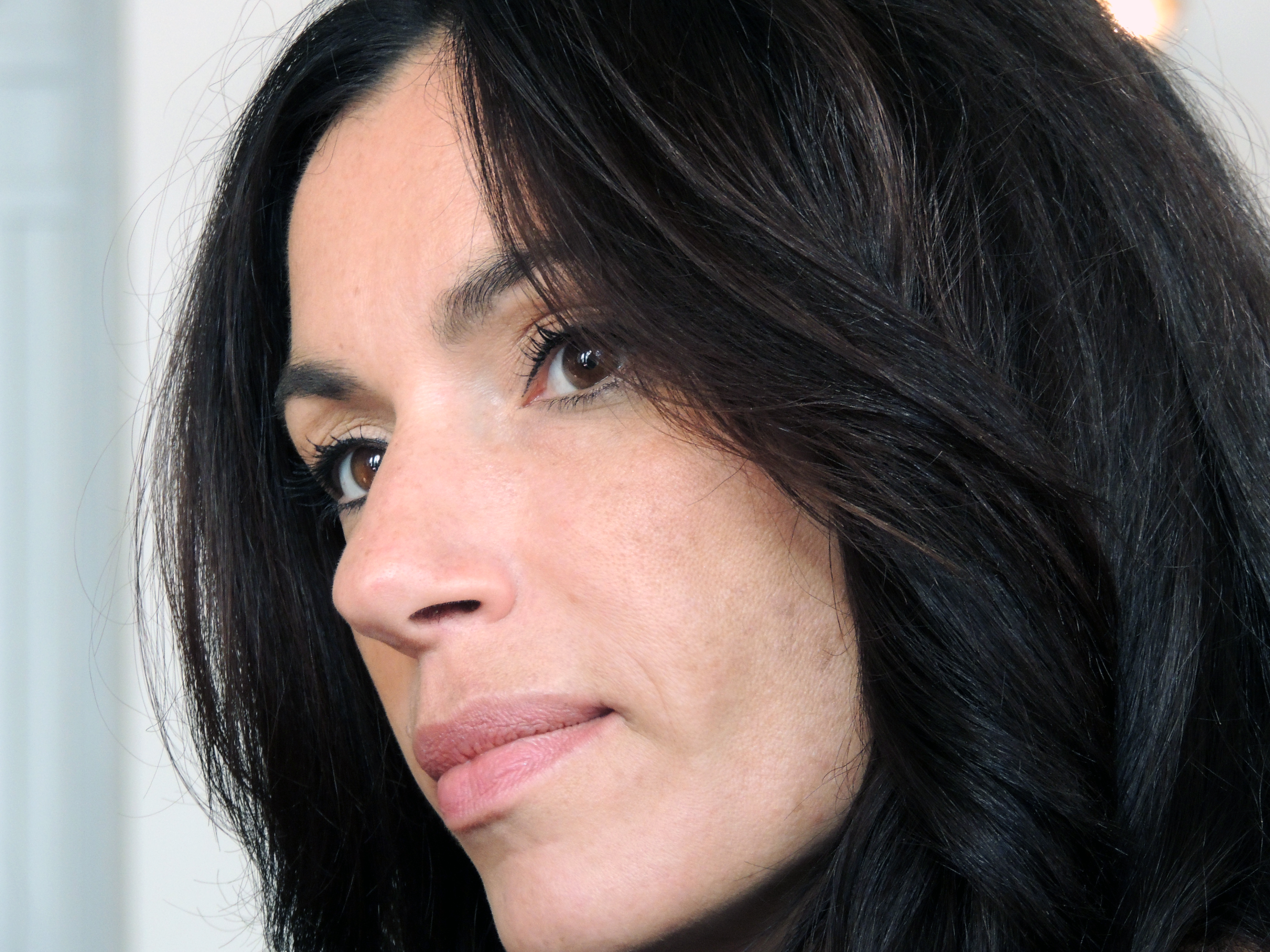
Aure Atika à Namur en septembre 2013.

## Vie privée

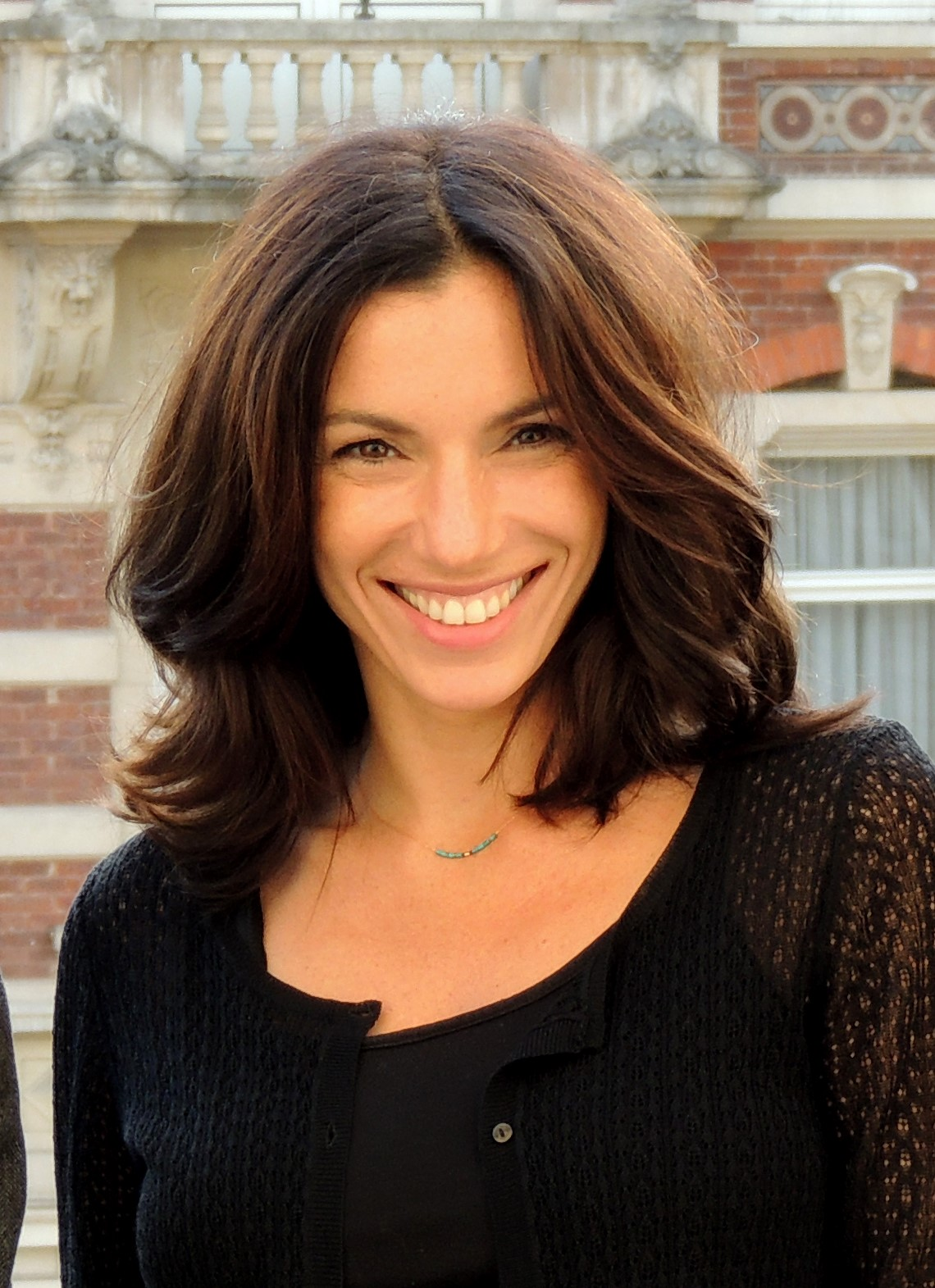
Aure Atika au photocall du Festival de Namur, 2013.

Longtemps convaincue par sa mère qu’elle était la fille du chef opérateur Michel Fournier (en), Aure Atika fut un temps reconnue comme telle par ce dernier, qui la mentionna dans plusieurs interviews. Ce lien supposé sera toutefois démenti après sa mort par un test ADN réalisé avec une autre fille biologique de Fournier.
Elle a été la compagne de Philippe Cerboneschi, dit Philippe Zdar (1967–2019), membre des duos Motorbass et Cassius, avec qui elle a eu une fille, prénommée Angelica, née en 2002.

## Filmographie

### Actrice

#### Cinéma
- 1979 : L'Adolescente de Jeanne Moreau : une petite fille (non créditée)
- 1987 : L'Ami de mon amie d'Éric Rohmer
- 1989 : Première Framboise, Portrait de groupe #102 de Gérard Courant : elle-même.
- 1992 : Sam suffit de Virginie Thévenet : Eva
- 1994 : Toujours les filles souffriront d'amour de Béatrice Plumet (court-métrage)
- 1997  : La Vérité si je mens ! de Thomas Gilou : Karine
- 1997 : Vive la République ! d'Éric Rochant : Sabine
- 1997 : Grève party de Fabien Onteniente : Julie
- 1998 : Une vie de prince de Daniel Cohen : Josée
- 1998 : Bimboland d'Ariel Zeitoun : Alex Baretto
- 1999 : Trafic d'influence de Dominique Farrugia : Sandrine Athan
- 1999 : Sur un air d'autoroute de Thierry Boscheron : Périnne
- 2000 : La Faute à Voltaire d'Abdellatif Kechiche : Nassera
- 2001 : La Vérité si je mens ! 2 de Thomas Gilou : Karine
- 2002 : Mister V. d'Émilie Deleuze : Cécile
- 2003 : Au bout du monde à gauche d'Avi Nesher : Simone Toledano
- 2003 : Le Convoyeur de Nicolas Boukhrief : Isabelle
- 2003 : Le Clan de Gaël Morel : Émilie
- 2004 : De battre mon cœur s'est arrêté de Jacques Audiard : Aline
- 2005 : Ten'ja de Hassan Legzouli : Nora
- 2006 : OSS 117 : Le Caire, nid d'espions de Michel Hazanavicius : la princesse Al Tarouk
- 2006 : Comme t'y es belle ! de Lisa Azuelos : Léa
- 2006 : La Vie d'artiste de Marc Fitoussi : la responsable de l'Hippopotamus
- 2007 : Vent mauvais, de Stéphane Allagnon : Frédérique
- 2008 : Les Insoumis, de Claude-Michel Rome : Marianne
- 2008 : Versailles, de Pierre Schoeller : Nadine
- 2008 : 48 heures par jour de Catherine Castel : Marianne Tellier
- 2009 : Les Doigts croches de Ken Scott : Madeleine ou Maddy
- 2009 : Mademoiselle Chambon de Stéphane Brizé : Anne-Marie
- 2010 : Copacabana de Marc Fitoussi : Lydie, la chef des ventes
- 2011 : Le Skylab de Julie Delpy : Tante Linette
- 2012 : JC comme Jésus Christ de Jonathan Zaccaï : Aure
- 2012 : La Vérité si je mens ! 3 de Thomas Gilou : Karine
- 2012 : La Vie d'une autre de Sylvie Testud : Jeanne
- 2013 : Nesma de Homeïda Behi : Claire Slimane
- 2014 : Deux temps, trois mouvements de Christophe Cousin : Adèle
- 2014 : Avis de mistral de Rose Bosch : Magali
- 2014 : Papa Was Not a Rolling Stone de Sylvie Ohayon : Micheline
- 2016 : Tout pour être heureux de Cyril Gelblat : Judith
- 2017 : L'Un dans l'autre de Bruno Chiche : Aimée
- 2017 : En attendant les hirondelles de Karim Moussaoui : Rasha
- 2020 : 10 jours sans maman de Ludovic Bernard : Isabelle
- 2020 : Voir le jour de Marion Laine : Sylvie
- 2021 : Rose de Aurélie Saada : Sarah
- 2022 : La Maison d'Anissa Bonnefont : Delilah
- 2023 : 10 jours encore sans maman de Ludovic Bernard : Isabelle
- 2023 : Un coup de maître de Rémi Bezançon : Dudu
- 2024 : L'Esprit Coubertin de Jérémie Sein : La ministre
- 2024 : Le Panache de Jennifer Devoldère : Giulia
- 2025 : Vacances forcées de Stéphan Archinard et François Prévôt-Leygonie : Louna
- 2025 : Le Répondeur de Fabienne Godet : Clara
- Prévu en 2025 : La Maison des femmes de Mélisa Godet

#### Télévision
- 1995-1996 : Sexy Zap : Présentatrice
- 1999 : Premières Neiges de Gaël Morel : Juliette
- 2001 : Libre à tout prix de Marie Vermillard : Maud
- 2001 : Caméra Café, épisode L'accueil téléphonique : Vanessa
- 2005 : Alice Nevers, le juge est une femme épisode Ficelle réalisé par Jean-Marc Seban : Céline Bertrand
- 2006 : Tsunami : Les Jours d'après (Tsunami: The Aftermath) de Bharat Nalluri : Simone
- 2011 : Après moi de Stéphane Giusti : Jeanne
- 2012 : Les piliers de la terre : un monde sans fin de Michael Caton-Jones : la Reine Isabelle
- 2013 : Tout est permis d’Émilie Deleuze
- 2014 : Un enfant en danger de Jérôme Cornuau : Rebecca
- 2014 : Les Hommes de l'ombre (saison 2) de Jean-Marc Brondolo : Gabrielle Tackichieff
- 2016 : The Night Manager : Sophie Alekan
- 2016 : Capitaine Marleau (épisode En trompe-l'œil) de Josée Dayan : Judith Garin
- 2017 : Scènes de ménages : Cap sur la Riviera
- 2018 : Jonas de Christophe Charrier : la mère de Nathan
- 2018 : Souviens-toi de nous de Lorenzo Gabriele : Carole
- 2018 : Black Earth Rising (série télévisée BBC) : Sophie Barré
- 2019-2020 : Les Bracelets rouges de Nicolas Cuche : Alexandra (depuis la saison 2)
- 2019 : Pour Sarah de Frédéric Berthe : Capitaine Zerouki
- 2021 : Un homme d'honneur, mini-série de Julius Berg : Rebecca Riva
- 2023 : Lycée Toulouse-Lautrec de Nicolas Cuche et Stéphanie Murat : Elisabeth
- 2023 : Le Colosse aux pieds d'argile de Stéphanie Murat : Farah
- 2024 : Terminal (série télévisée, Canal+) de Jamel Debbouze : Florence
- 2026 : Belphégor, série télévisée de Jérémy Mainguy : Élise Wagner

#### Clips
- Aure Atika apparaît en 2003 dans le clip de Jean-Louis Murat, Le Cri du papillon[13].
- Dans The Journey, clip promotionnel réalisé par Ridley Scott à l'occasion des 85 ans de la compagnie aérienne Turkish Airlines, Aure Atika joue le rôle d'une mystérieuse et élégante femme brune suivie à travers Istanbul par l'héroïne blonde, incarnée par Sylvia Hoeks[réf. nécessaire].

#### Doublage
- 2004 : Prince of Persia : l'Âme du guerrier (Prince of Persia: Warrior Within) de Jean-Christophe Guyot : Kaileena (jeu vidéo, version PC) [réf. nécessaire]
- 2007 : Peur(s) du noir de Lorenzo Mattotti et Charles Burns : Laura (film d'animation) [14]

### Réalisatrice

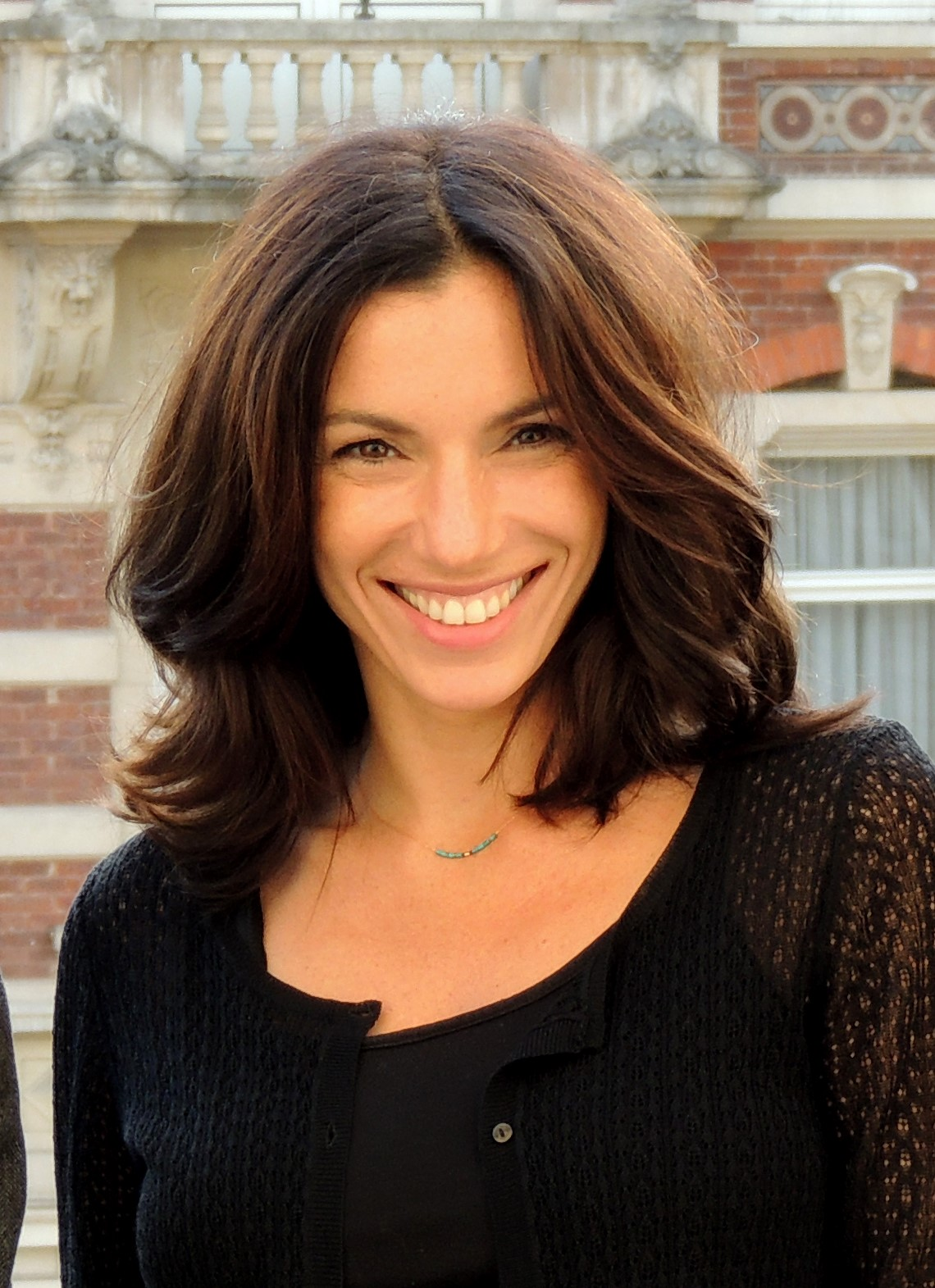
Aure Atika en 2013 à Namur.

- 2003 : À quoi ça sert de voter écolo ? (court-métrage). prix de la fondation Beaumarchais
- 2007 : De l'amour (court-métrage). Prix du meilleur acteur pour Jonathan Zaccaï au Festival de Cabourg
- 2013 : On ne badine pas avec Rosette (court-métrage). Présenté à la Semaine de la critique au Festival de Cannes 2013 dans le cadre des 20 ans de l'Adami

## Théâtre
- 2007 : Gamines de Sylvie Testud, mise en scène de l'auteure, Comédie de Picardie, puis Théâtre de la Croix-Rousse, Lyon
- 2009 : Le Plan B d'Andrew Payne, mise en scène Michel Fagadau, Le Studio des Champs-Élysées, Paris
- 2011 : L'Amour, la mort, les fringues de Délia et Nora Ephron, mise en scène Danièle Thompson, Théâtre Marigny, Paris
- 2018 : L'Éveil du chameau de Murielle Magellan, mise en scène Anouche Setbon, tournée
- 2022 : Sorcières de Mona Chollet, mise en scène Elodie Demey, Mélissa Phulpin, Géraldine Sarratia, Théâtre de l'Atelier, Paris
- 2024 : L'Argent des autres de Jerry Sterner, mise en scène Daniel Benoin, Théâtre Anthea, Antibes

## Publication
- Mon ciel et ma terre, Fayard, 2017. Sélectionné pour le prix du 1er roman de Chambéry. Sélectionné pour le Prix La Coupole. Lauréat du Prix Grand Public 2017 de La Coupole.[réf. nécessaire]

## Distinctions

### Récompenses
- Festival Premiers Plans d'Angers 2001 : prix d'interprétation Jean Carmet pour La Faute à Voltaire[15].
- 2004 : prix de la Fondation Beaumarchais pour son court métrage À quoi ça sert de voter écolo ?[réf. nécessaire]

### Nominations
- César du cinéma 2010 : César de la meilleure actrice dans un second rôle pour Mademoiselle Chambon[16]
- Trophée francophone 2014 : trophée de l'interprétation féminine pour Nesma[17].

### Décoration
- 2015 :  Chevalier de l'ordre des Arts et des Lettres[18].